# مارتی سیفوئنتس
مارتی سیفوئنتس (انگلیسی: Martí Cifuentes؛ زادهٔ ۷ ژوئیهٔ ۱۹۸۲) بازیکن سابق و مربی فوتبال اهل اسپانیا است.